# Roland Bombardella
Roland Bombardella (* 9. Juli 1957 in Dudelange, Luxemburg) ist ein ehemaliger Luxemburger Sprinter und pensionierter hoher Offizier der luxemburgischen Armee. Er war sechs Jahre lang Hochkommissar für Nationalschutz (Haut-Commissaire à la Protection nationale) des Großherzogtums. Er bestritt bei den Olympischen Spielen 1976 in Montreal die Wettkämpfe über 100 und 200 Meter; in der kurzen Strecke scheiterte er bereits in der ersten Runde, über 200 Meter scheiterte er im Halbfinale um fünf Hundertstelsekunden am Finaleinzug.
Bombardella wurde 1975, 1976 und 1978 jeweils Luxemburger Meister über 100 und 200 Meter. Er hält immer noch die Luxemburger Landesrekorde über 100 Meter (10,1 s handgestoppt bzw. 10,41 s elektronisch) und 200 Meter (20,77 s).
Von 1975 bis 1978 wurde er viermal in Folge zum Luxemburger Sportler des Jahres gewählt.
Am 1. Januar 2006 wurde er von Jean-Claude Juncker zum neuen luxemburgischen Hochkommissar für Nationalschutz ernannt. Er hatte dieses Amt bis zum 1. August 2012 inne. Sein Nachfolger war Frank Reimen.